# Chung Kyung-ho (basket-ball)
Pour les articles homonymes, voir Chung et Chung Kyung-Ho.
Dans ce nom coréen, le nom de famille, Chung, précède le nom personnel.
Chung Kyung-ho, (en coréen : 정경호), né le 14 juin 1970 à Séoul, en Corée du Sud, est un ancien joueur sud-coréen de basket-ball. Il évolue durant sa carrière au poste de pivot.